# ماري إيزابيل أميرة أورليان
ماري إيزابيل أميرة اورليان (بالإسبانية: María Isabel de Orleans) (21 سبتمبر 1848 - 23 أبريل 1919) كانت متزوجة من الأمير فيليب، كونت باريس.